# Vinogradni (Anapa)
|  | Per a altres significats, vegeu «Vinogradni». |

Vinogradni - Виноградный (rus) és un possiólok del krai de Krasnodar, a Rússia. Es troba a la vora del liman Vitiàzevski, al nord de la desembocadura del riu Gostagaika en la mar Negra. És a 16 km al nord d'Anapa i a 130 km a l'oest de Krasnodar.
Pertanyen a aquest possiólok el possiólok de Suvórov-Txerkesski i una part del d'Utaix.